# Parlamentswahl in Norwegen 1973
- SV: 16
- DnA: 62
- Sp: 21
- KrF: 20
- DNF: 1
- V: 2
- H: 29
- ALP: 4

Die Parlamentswahl in Norwegen 1973 fand am 10. September 1973 statt. Es war die Wahl zum 51. Storting.
In einigen Kommunen konnte zusätzlich am 9. September abgestimmt werden. Die Wahlbeteiligung betrug 80,2 Prozent. Es waren 155 Sitze zu verteilen, fünf mehr als in den Wahlen zuvor. Die zusätzlichen Mandate wurden in Oslo und Akershus vergeben.
Ein Jahr vor der Stortingswahl war am 24. und 25. September 1972 eine Volksabstimmung über einen Beitritt Norwegens zur EWG durchgeführt worden. 53,5 Prozent votierten mit Nein. Ministerpräsident Trygve Bratteli (Ap) hatte für diesen Fall den Rücktritt seiner Regierung angekündigt. Am 18. Oktober 1972 übernahm eine zentristische Dreierkoalition aus Christlicher Volkspartei, Zentrum und Venstre unter Lars Korvald die Regierung. Die europafreundliche Høyre blieb ihr fern. Gegen die einseitig europaskeptische Ausrichtung der Regierung Korvald rebellierte die Mehrheit der Venstre-Abgeordneten. Auf einem Parteitag spalteten sie den Europaflügel ab und gründeten Det nye Folkeparti, die 1973 zur Wahl antrat.
Die Arbeiterpartei musste Verluste von über 10 Prozentpunkten verkraften. Starke Gewinne verzeichneten die europaskeptischen Parteien Sosialistisk Folkeparti und Kristelig Folkeparti. Det nye Folkeparti konnte nur einen einzigen Abgeordneten ins Parlament bringen. Venstre, Norwegens älteste Partei, wurde infolge des Richtungsstreits an den Rand der Existenz gebracht und rettete nur zwei Sitze. Neues Element in der Parteienlandschaft war die «Anders-Lange-Partei für eine starke Rückführung von Steuern, Abgaben und staatlicher Regulierung» (ALP), deren Name Programm war (ab 1977 Fremskrittspartiet).
Im Storting ergab sich somit eine sozialdemokratisch-sozialistische Mehrheit von einer Stimme. Trygve Bratteli bildete seine zweite Regierung.

## Wahlergebnis
| Partei            | Partei                          | Stimmen   | Stimmen | Stimmen | Sitze  | Sitze |
| Partei            | Partei                          | Anzahl    | %       | +/−     | Anzahl | +/−   |
| ----------------- | ------------------------------- | --------- | ------- | ------- | ------ | ----- |
|                   | Arbeiderpartiet (DnA)           | 759.499   | 35,3    | −11,2   | 62     | −12   |
|                   | Høyre (H)                       | 374.014   | 17,4    | −2,2    | 29     | —     |
|                   | Kristelig Folkeparti (KrF)      | 265.684   | 12,3    | +2,9    | 20     | +6    |
|                   | Sosialistisk Valgforbund (SV)   | 241.851   | 11,2    | +6,7    | 16     | +16   |
|                   | Senterpartiet (Sp)              | 233.388   | 11,0    | +0,5    | 21     | +1    |
|                   | Anders Langes Parti (ALP)       | 107.784   | 5,0     | +5,0    | 4      | +4    |
|                   | Venstre (V)                     | 76.811    | 3,6     | −5,8    | 2      | −11   |
|                   | Det Nye Folkepartiet (DNF)      | 73.854    | 3,4     | +3,4    | 1      | +1    |
|                   | Rød Valgallianse (RV)           | 9.360     | 0,4     | +0,4    | —      | —     |
|                   | Ensliges Parti                  | 5.113     | 0,2     | +0,2    | —      | —     |
|                   | Norges Demokratiske Parti (NDP) | 2.125     | 0,1     | +0,1    | —      | —     |
|                   | Kvinnenes Frie Folkevalgte      | 1.866     | 0,1     | —       | —      | —     |
|                   | Sámeálbmot Listu                | 855       | 0,0     | —       | —      | —     |
| Gesamt            | Gesamt                          | 2.152.204 | 100,0   |         | 155    | +5    |
| Gültige Stimmen   | Gültige Stimmen                 | 2.152.204 | 99,8    |         |        |       |
| Ungültige Stimmen | Ungültige Stimmen               | 3.530     | 0,2     |         |        |       |
| Wahlbeteiligung   | Wahlbeteiligung                 | 2.155.734 | 80,2    |         |        |       |
| Wahlberechtigte   | Wahlberechtigte                 | 2.686.676 | 100,0   |         |        |       |
| Quelle:           |                                 |           |         |         |        |       |